# Petrus Simeon Noyon
Petrus Simeon Noyon (Sneek, 18 augustus 1761 - aldaar, 18 april 1848) was vicepresident van het gerechtshof te Amsterdam.
Hij vocht mee in de Tiendaagse Veldtocht. 

## Carrière
Na zijn rechtenstudie werd hij in 1790 procureur. Op 26 juni 1792 werd hij rechter.

In 1815 kwam hij bij de vroedschap. In 1816 werd hij plaatsvervangend rechter, van 1809-1823 was hij notaris in Sneek en in 1822 ook 'regent over de gevangenishuizen'. In 1823 werd hij in sneek ontvanger der belastingen, in- en uitgaande rechten.  

Later werd hij vicepresident van het hof te Amsterdam.

## Familie
De Noyons zijn hugenoten die in de 17de eeuw naar Nederland kwamen. Zijn overgrootvader Anthony Noyon (1644-1704) vestigde zich in Sneek.
Noyon was de zoon van Joseph Noyon en Geertruda Munnix. Hij trouwde in 1782 met Remelia Terpstra en in 1816 met de weduwe Trijntje Heslinga. Met zijn eerste vrouw kreeg hij drie dochters en twee zonen: 
- Zijn oudste zoon Joseph Noyon (31 januari 1791 - 4 april 1828) was getrouwd met Tetje van der Veen; In 1833 verkocht Petrus Simeon het huis aan het Grootzand met de ververij aan zijn schoondochter Tetje, die weduwe was geworden en drie kinderen had: Alida, Petrus Simeon en Johannes.
- Zijn jongste zoon Tarquinius Johannes Noyon (Sneek, 31 oktober 1792 - Sneek, 2 juni 1846) was geneesheer in Harlingen; hij trouwde met Baudina Elizabeth Stinstra en kreeg acht kinderen, van wie er drie op jonge leeftijd overleden.

Petrus Simeon kreeg vijftien kleinkinderen.

## Onderscheiden
- Ridder in de Orde van den Nederlandschen Leeuw.